# Rasim
Rasim ist ein männlicher Vorname auch Familienname arabischen Ursprungs, der auf dem Balkan, in der Türkei und im arabischen Sprachraum vorkommt. Im Türkischen hat der Name die Bedeutung „Maler“.

## Namensträger

### Vorname
- Rasim Haşmet Akal (1880–1918), türkischer Dichter, Schriftsteller und Verleger
- Rasim Atala (1905–1969), türkischer Fußballspieler
- Rasim Delić (1949–2010), Oberkommandierender der bosnischen Armee
- Rasim Kara (* 1950), türkischer Fußballtorhüter und -trainer
- Rasim Konyar (* 1951), türkischer Filmschaffender und bildender Künstler
- Rasim Marz (* 1991), deutsch-türkischer Historiker und Publizist
- Rasim Öztekin (1959–2021), türkischer Schauspieler und Journalist
- Rasim Vardar (* 1979), türkischer Fußballspieler

### Familienname
- Ahmet Rasim († 1932), türkischer Journalist, Schriftsteller, Politiker und Komponist
- Otto Rasim (1878–1936), österreichischer Landschaftsmaler und Skifahrer